# زوندرن
زوندرن (بالألمانية: Sundern) هي بلدة ألمانية تقع في ألمانيا في Hochsauerlandkreis.

## المدن التوأمة
مدن شيرغيزوالده كيرشاو، Schirgiswalde، Benet، Torfou و Calopezzati هي مدن توأمة لـزوندرن.

## أعلام
- ديتر كورن
- هاينريش لوبكه